# Ског, Лоренс Эдгар
Лоренс Эдгар (Ларри) Ског (англ. Laurence Edgar (Larry) Skog, род. 1943) — американский ботаник, специалист по таксономии семейства Геснериевые.

## Биография
Лоренс Эдгар Ског родился 9 апреля 1943 года в городе Дулут штата Миннесота. Ларри Ског учился в Миннесотском университете в Дулуте, в 1965 году получил степень бакалавра. Затем Ског отправился в Мексику для сбора образцов растений. Осенью 1965 года Лоренс стал учиться в Университете Коннектикута, в 1968 году получил степень магистра наук за работу, посвящённую роду Кориария. В Коннектикуте Ског познакомился с Джудит Труп, на которой женился в том же году. С 1968 по 1969 Ског посещал различные гербарии Европы и Великобритании. В 1969 году он вернулся в Итаку, затем путешествовал по Центральной Америке. В 1972 году Корнеллский университет присвоил Ларри Скогу степень доктора философии за работу, в которой пересматривалась систематика рода Геснерия. В 1973 году Ског стал куратором Департамента ботаники Смитсоновского института, где продолжил изучать тропические растения. Ског собирал образцы растений в Индии, Австралии, Новой Зеландии, Китае, а также в Америке. Также Ског был почётным профессором Ботанического института Китайской академии наук. В 2003 году Лоренс ушёл на пенсию. В настоящее время он является членом Лондонского Линнеевского общества и Международной ассоциации по таксономии растений.

## Растения, названные в честь Л. Э. Скога
- Camellia skogiana C.X.Ye, 1996
- Chirita skogiana Z.Yu Li, 1998
- Columnea skogii M.Amaya, 2010